# 리미니도
리미니도(이탈리아어: Provincia di Rimini)은 이탈리아 북부 에밀리아로마냐주에 있는 도이다. 면적은 534 km2이고, 인구는 286,796명(2005)이다. 도청은 리미니이며, 20개의 자치단체(이탈리아어: comune)가 있다. 아드리아해에 면하며, 산마리노와 접한다.